# Peridontopyge falemica
Peridontopyge falemica är en mångfotingart som först beskrevs av Henri W. Brölemann 1905.  Peridontopyge falemica ingår i släktet Peridontopyge och familjen Odontopygidae. Inga underarter finns listade i Catalogue of Life.